# 林彙敏
林彙敏（8月13日—），出生於台灣嘉義市，台灣主持人、歌手。經常參與愛心公益活動的演出。現為東大新媒體大稻埕娛樂旗下藝人，並擔任節目主持人。

### 個人經歷
- 美樂笛長笛樂團客席主唱
- 嘉義慈濟園區關懷活動主唱歌手
- 法鼓山嘉義辦事處關懷活動主唱歌手
- 嘉義市流浪動物守護協會理事
- FunUV新媒體集團」旗下歌手及代言人
- 中華民國力行社會福利促進會
- 「吾愛無礙公益活動」代言人
- 桃園縣私立方舟啟智教養院「老憨家園」代言人
- 高雄市腦性麻痺服務協會代言人
- 冠軍夢想台主持人
- 嘿皮FunTv主持人
- 鄧老師養生集團代言人
- (大稻埕TV)主持人

### 主持
- 冠軍電視台主持人
- 澳洲Funuv電視台主持人
- 臺北廣播電台主持人
- 大稻埕TV主持人

### 作品
- 發行唱片公司:大稻埕娛樂 2014年發行 單曲 觀世音菩薩聖歌
- 2014年 上明合唱: 失落的情
- 2014年 發行單曲: 尚親的陌生人
- 2015年 發行專輯: 稻仔望花

專輯曲目
1.稻仔望花
2.望無你歸
3.離別的探戈
4.筒蕭怨
5.玉蘭花
6.夜夜愁
7.望花
8.姐妹
9.永遠的伴侶
10.琴聲
- 2020年 發行單曲: 阮阿母